# مادهافا من سانغماغراما
مادهافا السنغماغرامي (1340-1425م) هو عالم رياضيات وفلكي من مدينة سانغماغراما، كيرلا، الهند. وهو مؤسس مدرسة كيرلا لعلم الفلك والرياضيات، وأبو التحليل الرياضي.